# Distrito de Nipissing
O Distrito de Nipissing é uma região administrativa da província canadense de Ontário. Sua capital é North Bay.